# Djuphavsfiske
Djuphavsfiske, sker på djupt vatten och oftast med naturagn, fisken som lever på dessa djup dör oftast av dykarsjuka när de kommer till ytan och man kan därför inte släppa tillbaka dem levande. Ofta beroende på att simblåsan blir skadad.